# العلاقات القرغيزستانية اللاوسية
العلاقات القيرغيزستانية اللاوسية هي العلاقات الثنائية التي تجمع بين قيرغيزستان ولاوس.

## مقارنة بين البلدين
هذه مقارنة عامة ومرجعية للدولتين:
| وجه المقارنة                                              | قيرغيزستان                      | لاوس        |
| --------------------------------------------------------- | ------------------------------- | ----------- |
| المساحة (كم2)                                             | 199.95 ألف                      | 236.80 ألف  |
| عدد السكان (نسمة)                                         | 6.20 مليون                      | 6.86 مليون  |
| الكثافة السكانية (ن./كم²)                                 | 31.01                           | 28.97       |
| العاصمة                                                   | بيشكك                           | فيينتيان    |
| اللغة الرسمية                                             | اللغة الروسية، اللغة القيرغيزية | اللغة اللاو |
| العملة                                                    | سوم قيرغيزستاني                 | كيب لاوي    |
| الناتج المحلي الإجمالي (بليون دولار)                      | 7.56 مليار                      | 16.85 مليار |
| الناتج المحلي الإجمالي (تعادل القوة الشرائية) بليون دولار | 20.45 مليار                     | 38.71 مليار |
| الناتج المحلي الإجمالي الاسمي للفرد دولار أمريكي          | 1.10 ألف                        | 1.82 ألف    |
| الناتج المحلي الإجمالي للفرد دولار أمريكي                 |                                 |             |
| مؤشر التنمية البشرية                                      | 0.655                           | 0.575       |
| رمز المكالمات الدولي                                      | +996                            | +856        |
| رمز الإنترنت                                              | .kg                             | .la         |
| المنطقة الزمنية                                           | ت ع م+06:00                     | ت ع م+07:00 |

## منظمات دولية مشتركة
يشترك البلدان في عضوية مجموعة من المنظمات الدولية، منها:
| علم المنظمة | اسم المنظمة                        | تاريخ انضمام قيرغيزستان | تاريخ انضمام لاوس |
| ----------- | ---------------------------------- | ----------------------- | ----------------- |
|             | بنك التنمية الآسيوي                | 1994                    | 1966              |
|             | مؤسسة التنمية الدولية              | 24 سبتمبر 1992          | 28 أكتوبر 1963    |
|             | يونسكو                             | 2 يونيو 1992            | 9 يوليو 1951      |
|             | وكالة ضمان الاستثمار متعدد الأطراف | 21 سبتمبر 1993          | 5 أبريل 2000      |
|             | الأمم المتحدة                      | 2 مارس 1992             | 14 ديسمبر 1955    |
|             | البنك الدولي للإنشاء والتعمير      | 18 سبتمبر 1992          | 5 يوليو 1961      |
|             | منظمة حظر الأسلحة الكيميائية       | ?                       | ?                 |
|             | مؤسسة التمويل الدولية              | 11 فبراير 1993          | 29 يناير 1992     |
|             | منظمة الشرطة الجنائية الدولية      | ?                       | ?                 |

## وصلات خارجية
- موقع وزارة الخارجية القيرغيزستانية
- موقع وزارة الخارجية اللاوسية